# Аријан Адеми
Аријан Адеми (Шибеник, 29. мај 1991) је северномакедонски фудбалер албанског порекла који тренутно наступа за Динамо из Загреба. Игра на позицији везног играча.

## Успеси
Шибеник
- Куп Хрватске: (финале: 2009/10)[9]

 Динамо Загреб
- Прва лига Хрватске (11) : 2010/11, 2011/12, 2012/13, 2013/14, 2014/15, 2015/16, 2017/18, 2018/19, 2019/20, 2020/21,[10] 2021/22.[11]
- Куп Хрватске  (6) : 2010/11, 2011/12, 2014/15, 2015/16, 2017/18, 2020/21,[12]  (финале: 2013/14,[13] 2018/19)[14]
- Суперкуп Хрватске  (4) : 2010, 2013, 2019,[15] 2022,[16] (финале: 2014)[17]

Појединачни
- Идеални тим Прве лиге Хрватске: 2015,[18][тражи се бољи извор] 2018,[19] 2020,[20] 2021,[21] 2022.[22]
- Најтрофејнији играч у историји Динама из Загреба[23]
- Међу 10 најбољих хрватских фудбалера у последњих 50 година према Вечерњем листу[24]